# Zephyra compacta
Zephyra compacta är en enhjärtbladig växtart som beskrevs av C.Ehrh. Zephyra compacta ingår i släktet Zephyra och familjen Tecophilaeaceae. Inga underarter finns listade i Catalogue of Life.